# Chamanisme

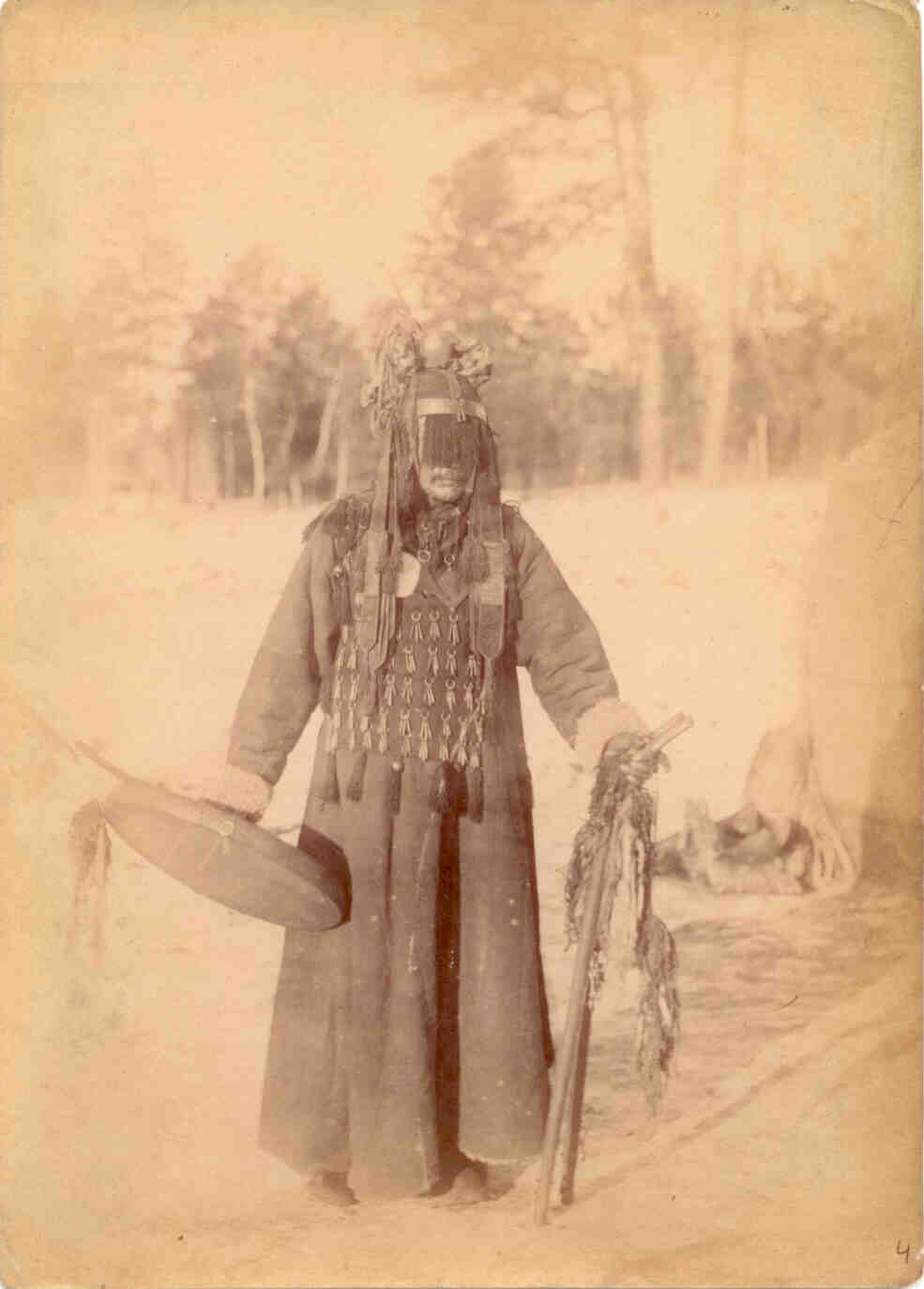
Chamane toungouse, photo prise en Sibérie vers 1883.

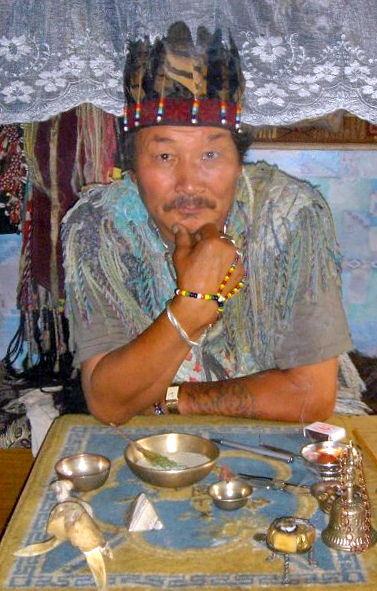
Sorcier chamane de Kyzyl, dans le Sud de la Sibérie.

Le chamanisme est un système de croyances et de techniques d'interaction entre l'homme et sa tribu d'une part, et le monde intermédiaire des esprits de la nature d'autre part. La personne considérée comme l’intercesseur entre les humains et les esprits est le chaman.
Le mot chamanisme (chamane vient du toungouse) relie cette pratique aux sociétés traditionnelles sibériennes, mais le chamanisme, du fait des pratiques se retrouvant chez de nombreux peuples, présente un caractère d'universalité.
Les traditions animistes et chamaniques ne sont pas des traditions religieuses distinctes, mais elles participent toutes deux à une compréhension du monde par des expériences spirituelles ou symboliques.
Des travaux scientifiques considèrent qu'il s'agit d'une pratique qui implique qu'un pratiquant, usuellement le chaman, atteigne des états de conscience modifiés afin de percevoir et d'interagir avec ce qu'il considère être un monde spirituel et afin de canaliser des énergies transcendantes présentes dans ce monde, ceci dans le but de servir sa communauté.
Depuis la fin des années 1960, se développe dans certains courants de la contre-culture occidentale un intérêt grandissant pour les cultures, les pratiques chamaniques et leur dimension spirituelle. Cet intérêt a donné naissance au néo-chamanisme. L'intérêt des scientifiques pour le chamanisme a d'abord été le fait d'anthropologues et de spécialistes des phénomènes religieux. Des chercheurs en sciences cognitives étudient, de ce point de vue, le chamanisme et le phénomène de transe.

## Nature

### Étymologie
Le mot chamane ou chaman est connu dès le XVIIe siècle à travers des récits publiés par quelques explorateurs et marchands. Il entre officiellement dans la langue française en 1842. Il est emprunté au toungouse (Sibérie) et on le trouve mentionné dans les manuscrits de l’archiprêtre Avvakoum.
Selon une première hypothèse, le mot proviendrait de sam, une racine altaïque signifiant « s'agiter en remuant les membres postérieurs ». Saman est en effet un mot de la langue evenki qui signifie « danser, bondir, remuer, s'agiter ». Dans les dialectes évènes, « chaman » se dit xamān ou samān. Ojun, mot qui désigne le chamane chez les Yakoutes évoque aussi l'action de « sauter, bondir, jouer ». L'équivalent turc est kam d'où dérive en russe kamaljit, « chamaniser », et kamlanie, « séance chamanique ». Ces termes associent, selon Roberte Hamayon, le chamane à une imitation de comportements d'espèces animales, notamment celles qui sont chassées : les cervidés et les gallinacés.
Une autre hypothèse étymologique le relie à šaman, un mot Manchu-Tungus signifiant « celui qui sait ».
À noter qu'en sanskrit le terme shramana désigne un moine errant dans certaines traditions ascétiques de l'Inde antique, incluant le jaïnisme, le bouddhisme et la religion ājīvika aujourd'hui disparue.
Suivant Roberte Hamayon, reprise par Bertrand Hell, le chamane serait soit « celui qui sait », soit celui qui « bondit, s'agite, danse » comme un animal.

### Évolution des grilles de lecture ethnologiques

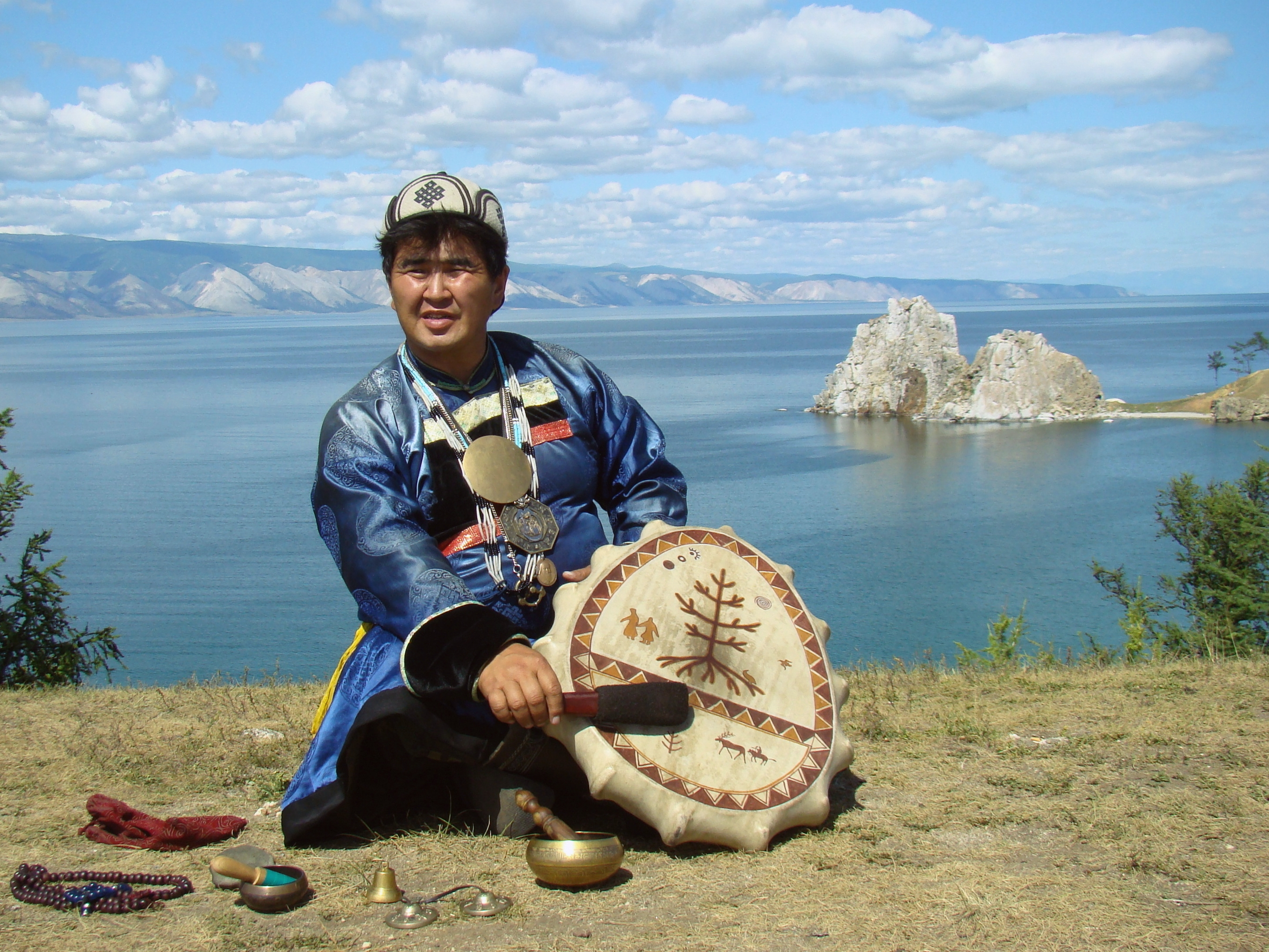
Chaman bouriate sur l'île d'Olkhon

Dès le XIXe siècle, avec la seconde vague d'expéditions scientifiques russes en Sibérie, des chercheurs se sont intéressés au chamanisme de cette partie du monde. Il est d’abord considéré avec dédain, les chamans étant vus comme d’« indignes et grossiers jongleurs » abusant d’une population crédule. Les choses changent avec la découverte à Pékin par les prêtres russes d’un manuscrit chinois datant de 1747 précisant les codes et rituels censés régir un chamanisme de cour pratiqué en Chine (NB : la cour à Pékin est alors d’origine mandchoue -Dynastie Qing). Le Père Hyacinthe en vient à considérer que le chamanisme sibérien serait une forme dégénérée d’un chamanisme chinois qui était régulé par un code et animé par un clergé relativement structuré, alors que les pratiques sibériennes sont vues par les prêtres russes comme déstructurées. Cette hypothèse ne correspond en rien à l’hypothèse des ethnologues modernes.
On notera que les anthropologues ont étudié le chamanisme depuis les débuts de leur discipline. Selon Roger Walsh, du fait que les chamans adoptent fréquemment des comportements étranges, liés à des états de conscience modifiés peu familiers des chercheurs, qu'ils rapportent avoir eu des visions et avoir communiqué avec des esprits, les anthropologues les ont, dans un premier temps, fréquemment décrits comme des êtres perturbés, schizophrènes, hystériques ou épileptiques. Ces premières grilles de lecture ont d'abord éloigné les chercheurs des aspects plus intéressants de ces pratiques. Mircea Eliade se démarque toutefois en rattachant le chamanisme aux phénomènes religieux qui l’intéressent plus particulièrement.
Par la suite, dès les années 1960, quelques chercheurs ont voulu compléter leur posture d’observation critique par une approche introspective abordant le chamanisme « de l'intérieur » en cherchant à comprendre les vécus subjectifs liés à ces pratiques. Ils se sont alors formés et ont commencé à pratiquer par eux-mêmes le chamanisme. C’est le cas de Barbara Tedlock, Michael Harner, Larry Peters, et de psychologues comme Bradford Keeney. Pour certains, c’est devenu une pratique personnelle assez intense qui les a ouverts aux potentialités associées aux états altérés de conscience. Dans le même temps, les doutes sur l'authenticité de la transe vécue par le chamane se sont atténués, notamment du fait d'études portant sur les corrélats neurophysiologiques des pratiques.
Michael Harner en particulier a ouvert la voie à un néo-chamanisme à partir d'un long travail d'analyse et de pratique dans de nombreuses régions du monde. La psychologie transpersonnelle s’est appuyée sur ces travaux pour renforcer certaines de ses thèses, notamment celles relatives aux limites du moi.
À partir de 1968, un jeune anthropologue, Carlos Castaneda, fut le premier à publier une série de livres devenus populaires, dans lesquels il rapporte sa formation au chamanisme auprès des Indiens Yaqui. Le travail de Castaneda a par la suite été mis en doute, et sa thèse de doctorat obtenue à l’UCLA a été qualifiée de « plus grosse bêtise » commise par cette université selon Richard de Mille (en) dans deux livres attaquant Castaneda,. Il a également été critiqué pour avoir provoqué un afflux massif d'Occidentaux vers les territoires indiens où il disait avoir reçu son initiation.

### Intérêt pour la recherche anthropologique et cognitive
Au tournant des années 2000, des chercheurs comme l'anthropologue Michaël Winkelman proposent une grille d'approche scientifique du chamanisme qu'ils qualifient de neurophénoménologique (Wilkelman page 27). L'intérêt de Winkelman pour le chamanisme n'abandonne pas les dimensions sociale et symbolique (courantes en anthropologie), mais porte aussi sur les implications des soubassements neurologiques de la pratique chamanique, à la fois pour les praticiens chamans et pour leurs clients. Selon Krippner et Combs, Winkelman va plus loin en posant l'hypothèse que « le chamanisme a joué un rôle fondamental dans l'évolution humaine sur les plans culturels et individuels, en particulier sur l'intégration cognitive, la pratique de guérison et les aptitudes à l'auto-transformation ».
Krippner et Combs notent que cela tranche avec le premier regard porté par des orientaux sur les pratiques chamaniques, lorsqu'elles étaient assimilées à de la folie. ces deux auteurs, pour leur part considèrent comme Winkelman que les chamans sont généralement parmi les membres « les plus sains et les mieux adaptés de leur société ». Et ils prolongent « Cette qualité est nécessaire pour maintenir leur capacité à discriminer entre les expériences de la vie quotidienne et celles du monde chamanique (p. 58). Contrairement à l’aplatissement émotionnel du schizophrène, le comportement chamanique se caractérise par l’expression de l’affect positif et une intensification de l’émotion. La crise initiatique, souvent décrite comme une forme temporaire de psychose (par exemple, Walsh, 1990) […] peut être considérée comme une déconstruction psychologique et une expérience de croissance » (p. 81). Selon la lecture de ces deux auteurs, Winkelman considère que les états modifiés de conscience doivent être vus comme des modes d'appréhension de la réalité complémentaires les uns des autres, chacun étant potentiellement utile dans certaines circonstances. Comme le rêve est un état de conscience qui a une utilité, la transe chamanique est un autre de ces états, dont il importe de comprendre l'utilité individuelle et collective.

### Travaux purement cognitifs
Par la suite, des chercheurs s’intéressant aux états modifiés de conscience (tels le trauma et les états méditatifs des pratiquants bouddhistes) se sont mis à étudier la transe chamanique avec les outils des sciences cognitives. En France, Corine Sombrun, qui a eu une première expérience du chamanisme en Amazonie puis acquis des compétences chamaniques approfondies en Mongolie, collabore activement à ces recherches axées vers la compréhension des corrélats physiologiques et psychologiques des états de transe chamanique,.
Des travaux scientifiques ont étudié les changements dans le fonctionnement du système nerveux central lors de la transe chamanique et Corinne Sombrun a servi de sujet et a pu informer les scientifiques sur son expérience subjective lors des expériences,,. Ces travaux ont été facilités par une réhabilitation récente des études dites à la première personne, c'est-à-dire accordant un réel crédit à l'expérience intime des sujets ; études longtemps considérées comme scientifiquement illégitimes.
La distinction entre états modifiés de conscience et conscience ordinaire semble devoir être remise en cause au profit d'une représentation plus dynamique. Ainsi, les « modes de conscience chamaniques et altérés [devraient être considérés comme] une capacité volontaire acquise à se démarquer de la dynamique [de conscience] analytique (conscience de soi par défaut [typique de notre culture moderne occidentale]) et à accéder à d'autres manières de vivre la réalité interne et externe [selon un mode qu'on peut qualifier de] « non local-intuitif ». » Ces chercheurs sont donc convaincus de l'intérêt scientifique d'approfondir l'étude des potentiels d'auto-transformation et de résilience de la transe cognitive, dérivée de la transe chamanique. L'actrice namuroise Cécile de France marraine « artistiquement » cette initiative.

#### Le projet «The Human Consciousness»
Roger Walsh considère que cet approfondissement des connaissances sur les états de conscience est le véritable enjeu de la réappropriation du chamanisme par la science. Un travail approfondi sur la conscience chamanique devrait selon lui permettre de mettre en perspective les limitations de nos états de conscience ordinaires, qui visiblement nous laissent inaptes à anticiper et à prendre en charge collectivement les grands enjeux environnementaux et sociaux actuels. Il prône la construction d'une cartographie des états de conscience, incluant la conscience chamanique, tout comme nous avons pu développer la carte du génome humain (partie conclusive).

### Le néo-chamanisme: une réappropriation occidentale et populaire d'une pratique universelle
On rencontre des formes de chamanisme chez tous les peuples premiers, les Mongols, les Turcs et les Magyars (avant leur christianisation), mais aussi au Népal, en Chine, en Corée, comme la légende de la princesse Bari,  au Japon, en Scandinavie, en Afrique, en Australie, chez les Premières Nations d'Amérique du Nord et chez celles d'Amérique latine.
Si tous les continents connaissent ou ont connu des formes de chamanisme, on a assisté dans le monde occidental à une réappropriation populaire du chamanisme, dans un premier temps principalement par des mouvements associés au New Age, notamment en Amérique du Nord, et en Europe, avec l’émergence d’un néo-chamanisme,, et plus récemment par certains milieux écologistes,, notamment liée à l'écologie profonde.
Ce néo-chamanisme peut être daté de 1968, lorsque Carlos Castaneda publie The Teachings of Don Juan. Ce livre se présente comme une enquête ethnologique auprès d'un chamane indien yaqui, Don Juan.

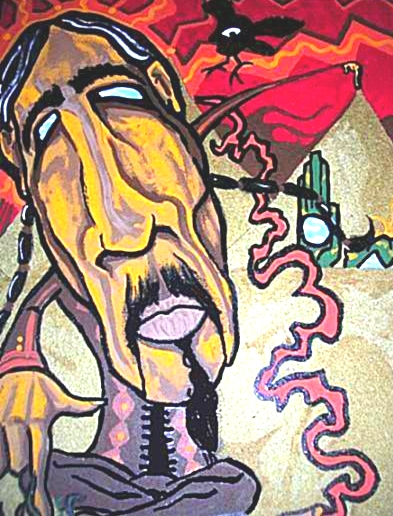
Représentation de Don Juan Matus, le chamane avec lequel Castaneda prétendit avoir été initié, sans qu'on ne puisse jamais en trouver trace. Dessin de Jacob Wayne Bryner (@rayjmaraca)

Pour Richard DeMille (en), il s'agit largement d'une imposture (en) : le travail de Castaneda n'est pas une œuvre ethnographique, mais relève plutôt du génie romancé. Castaneda affirme pour sa part avoir expérimenté la prise de plantes psychotropes telle que la datura qui lui ont permis d’atteindre l'état modifié de conscience qu'il décrit dans ses récits.[source insuffisante]
Harner postule aussi l'existence d'un esprit tutélaire animal, spécifique à chacun, appelé « animal de pouvoir » que les stagiaires occidentaux qu'il accueille sont appelés à découvrir.
Pour Laurent Huguelit, l'intérêt actuel des occidentaux pour le chamanisme s'explique par un besoin actuel d'« une spiritualité de nettoyage et une spiritualité qui nous reconnecte à la nature ». Claude Paul Degryse voit dans la redécouverte du chamanisme par les occidentaux un potentiel subversif, le chamanisme donnant la possibilité d'une mise en cause « des paradigmes fondamentaux de la civilisation ». Esther Bulang considère qu'il faut regarder le chamanisme comme la forme primordiale de la guérison et de la spiritualité et que cette forme répond au besoin actuel de reconnexion à la nature et à notre nature. Il serait porteur d'une potentialité de recouvrir de nombreux équilibres que le monde moderne nous a fait perdre : « Il est conçu pour équilibrer la vie des individus, de la communauté, de la société, de la nature ».
En France, le livre Le Chamane et le psy de Laurent Huguelit et Olivier Chambon traite de la complémentarité et de l'intégration des techniques chamaniques dans la psychothérapie moderne, ainsi que du chamanisme moderne tel qu'il se développe actuellement en Occident,. Laurent Huguelit est un élève de Michael Harner, formé à la FSS, Olivier Chambon est psychiatre et psychothérapeute.
Un Festival international de Chamanisme est organisé en France chaque année depuis douze ans,,,,,. Il rassemble plusieurs milliers de personnes.
Selon le sociologue Raphaël Liogier, « Le chamanisme a tout pour plaire à des Occidentaux en perte de mythologie, inquiets des ravages du matérialisme, parce qu’il symbolise la religion non dévoyée, plus spirituelle que religieuse, non monothéiste donc non dogmatique ni moraliste, écologique car sacralisant la Terre-Mère […] ». Corinne Sombrun note qu'alors que la Sibérie comptait il y a peu 30 chamanes pour trois millions d'habitants, elle en compte maintenant 3 000, du fait de l'essor du tourisme chamanique[réf. souhaitée].

### Chamanisme et religion
Si la nature du chamanisme fait l'objet de débats, l'intérêt des ethnologues, psychologues et chercheurs en neurosciences pour le chamanisme, et plus récemment pour les mécanismes de la transe, est partagé.
Lors des premières observations en Sibérie, dès les XVIIe et XVIIIe siècles, puis à la fin du XIXe siècle, le contact avec les esprits est appréhendé comme un phénomène religieux archaïque. Au XXe siècle, Mircea Eliade, influencé par le mysticisme du christianisme russe orthodoxe, rattache le complexe chamaniste (croyances, rites et mythes) à la religion. C'est surtout l'expérience extatique qui est définie comme l'expérience religieuse de base. Mais l'usage de la notion d'extase sera ensuite l'objet de controverses, certains la considérant comme sans fondement scientifique, d'autres lui préférant le terme de transe, terme actuellement privilégié dans les travaux de recherche.
Åke Hultkrantz assimile le chamanisme à un complexe culturel entre la religion et la magie : « puisque le monde surnaturel est le monde de la religion, le chamanisme joue donc un rôle religieux » et « il n'est pas interdit de supposer que toutes les expériences extatiques à l'origine de renouveaux religieux remontent aux chamans des temps anciens ».
Michel Perrin définit le chamanisme comme l'un des grands systèmes imaginé par l'esprit humain dans diverses régions du monde pour donner sens aux événements et pour agir sur eux. Selon lui, il implique une représentation bipolaire de la personne et du monde. L'être humain serait l'association d'un corps et d’une composante non matérielle, l’« âme », qui préexisterait à la naissance et survivrait à la mort. Le monde est également biface. Il y aurait un monde visible, connu de tous et un « monde-autre » peuplé d'esprits. Pour les religions, c'est le monde des dieux et de leurs émissaires, pour les chamanes, c'est celui des esprits de toutes sortes, des maîtres des animaux ou des végétaux, des ancêtres, voire des enfants à naître ou avortés… Perrin considère que c'est aussi le monde que décrivent les mythes. Le chamanisme suppose donc que certains humains savent mieux que d'autres entrer en communication avec ce « monde-autre ». Ils peuvent le voir et le connaître, alors que les profanes ne peuvent que le subir ou le pressentir, en avoir l'intuition. Les chamanes seraient des êtres choisis par ce « monde-autre » pour communiquer avec les communautés humaines. Selon Perrin, le chamanisme est une sorte de religion, dès lors qu'on définit une religion comme une représentation du monde selon laquelle pour bien agir dans ce monde, il faut poser des actes découlant des croyances et représentations que cette religion met en place.
À l'inverse des positions de Perrin, Wilhelm Schmidt considère le chamanisme comme de la magie, voire comme une forme religieuse en dégénérescence.
À mi-chemin entre ces deux positions, Bertrand Hell souligne que le chamanisme, à l'instar de la possession, est placé sous le signe de l'efficacité pratique et pragmatique, rejoignant par là Marcel Mauss pour qui la magie est la manipulation des forces immanentes, alors que la religion s'attache plus à la métaphysique, la transcendance et à un au-delà meilleur. Le chaman tient son rang dans la collectivité de l'efficacité de son art pour maîtriser l'immaîtrisable : la mort, la souffrance et le deuil.
L'observation, par des médecins et administrateurs coloniaux, de la visée thérapeutique du comportement du chaman conduit d'aucuns à douter de son caractère religieux, rejoignant le renoncement de théories sociologiques à le définir comme tel, par exemple du fait de l'absence de doctrine, de clergé et de liturgie.
L'anthropologie de Roberte Hamayon ramène le chamanisme à un mode d'organisation des expériences des individus chamanes. Pour Hamayon, le chamanisme, qui s'enracine dans la vie de chasse, est, à ce titre, conditionné par le constat empirique « [du] caractère imprévisible de l'apparition du gibier », « la pensée chamanique s'interprète comme la création de moyens symboliques pour agir sur cet aléa »… « les changements dans la place et la nature des aléas commandent l'évolution du chamanisme ». Au centre des rituels chamaniques bouriates, un jeu rituel fait appel au hasard, ce qui rappelle et symbolise pour Hamayon les aléas de la vie de chasse, mais aussi « récuse la transcendance et impose l'altérité ». On peut noter que les Bouriates étudiés par Hamayon se définissaient eux-mêmes comme peuples à chamanes, se différenciant ainsi des peuples à dieux tels les Russes lors de la colonisation.
On voit par ce débat que cette question de l'assimilation ou non du chamanisme à la religion a permis aux théoriciens de s'interroger quant à la nature du phénomène religieux, conduisant à une conceptualisation plus explicite. Ainsi, Hayamon en vient-elle à opposer religions universalistes, qui renvoient à un mode de vie organisé dans lequel « l'ordre humain prime sur l'ordre naturel », axées sur le salut de l'âme dans l'au-delà, au chamanisme, où l'ordre naturel prime par l'alliance de l'humain avec les esprits.
Se rapporter à d'autres êtres comme s'ils étaient des parents est un thème omniprésent dans les études actuelles sur l'animisme, comme l'a montré Bird-David Nurit_Bird-David (en). Il n'est pas rare de constater que les termes de parenté sont étendus à d'autres êtres dans les sociétés animistes, qui peuvent partager un point d'origine commun avec les humains, mais en tant qu'êtres autres-que-humains.
Comme le suggère Morten Pedersen pour les peuples d'Asie du Nord, de la Sibérie à la Mongolie, il importe de reconnaître que les sensibilités animistes ne se concentrent souvent que dans les bonnes circonstances, contextes et moments. Une personne peut avoir besoin de certaines facultés, comme une ouverture imaginative sur le monde, pour percevoir les sensibilités animistes d'autres êtres et choses.
Les spécialistes religieux, tels que les chamans, se voient souvent attribuer des qualités « inspirées » qui leur permettent de percevoir des sensibilités animistes qui restent imperceptibles pour les personnes ordinaires.

### Tentatives de définition
M. Eliade, reconnu comme un précurseur des études sur le chamanisme, souligne que le chaman est un personnage social (homme ou femme) qui joue le rôle de soignant dans sa communauté. Walsh considère que la définition la plus inclusive consiste à dire que le chaman est un spécialiste qui entre de manière contrôlée dans un état de conscience modifiée (ECM) pour le compte de sa communauté. Cependant, Eliade comme Walsh précisent que de tels spécialistes peuvent aussi être, par exemple, un yogi qui entre en samadhi, un médium qui bascule en état de transe et prétend parler en lieu et place d’un esprit, ou encore un sorcier [source insuffisante].Cette définition large qui associe ces pratiques ECM au chamanisme doit être dépassée.
Walsh suggère qu’il faut préciser la nature de l’état de conscience. Il suit en cela Mircea Eliade qui définissait le chamanisme comme une technique d’accès à l’extase. Pour ce spécialiste des phénomènes religieux, l’extase implique que l’individu sorte de son état ordinaire pour être transporté et s’élever « au-dessus de la nature humaine ». La capacité particulière du chaman soulignée par ce mot d’extase est celle qui le rend apte au voyage chamanique, c’est-à-dire capable de circuler dans les mondes parallèles du dessus ou du dessous [source insuffisante]. Dans les mots d’Eliade, « Le chaman est un spécialiste d'une transe, pendant laquelle son âme est censée quitter le corps pour entreprendre des ascensions célestes ou des descentes infernales »p23.
En état de transe, il communique avec le monde des esprits et obtient de ces derniers l'information nécessaire pour résoudre les difficultés personnelles ou collectives qu'on lui soumet.
Les expériences spirituelles sur lesquelles insiste Eliade renvoient donc à la fois aux techniques utilisées pour les induire et à la cosmologie particulière à laquelle elles permettent d’accéder. Cette cosmologie consiste le plus souvent en trois niveaux : le monde ordinaire ou monde du milieu, le monde souterrain et le monde céleste. En circulant dans ces trois espaces, le chaman peut rencontrer des animaux ou esprits qui les habitent, il y trouve des explications sur les difficultés du monde, acquiert des pouvoirs ou des solutions pour répondre aux problèmes de ceux qui le consultent.
Walsh résume dès lors en trois éléments le chamanisme :
1. Les chamanes ont la capacité d’entrer volontairement dans des états de conscience modifiée ;
2. Dans ces états, ils voyagent dans d’autres univers que celui que nous connaissons habituellement ;
3. Ils mettent à profit ces voyages pour acquérir des pouvoirs et pour aider des membres de leur communauté.

Harner ajouterait à cette définition le contact avec une dimension de la réalité ordinairement non accessible. Il souligne que le chaman est habituellement lié à un ou plusieurs esprits souvent animaux qui l’assistent tout particulièrement dans son travail au service de la communauté. La réalité non ordinaire à laquelle le chamane accède inclut des esprits de la nature ou les âmes des animaux, mais aussi les ancêtres du clan, les âmes des enfants à naître, les âmes des malades à guérir ou de personnes avec lesquelles on est en conflit.[source insuffisante]
Roberte Hamayon caractérise le chamanisme de Sibérie ainsi : il s’agit d’une « procédure de médiation » (Eliade parle de psychopompe), rudimentaire et bonne à tout faire supposant une « conception spécifique » de l'homme, du monde et de la société ainsi que de leurs relations.
La notion d'échange est au cœur de la pensée chamaniste : Hamayon se démarque des auteurs précédents en considérant qu'il existe un lien fondamental entre la chasse, l’alliance et le chamanisme ; ainsi, propose-t-elle l'hypothèse selon laquelle le chamanisme serait typique des sociétés centrées sur la chasse. Ceci en raison d'un rapport de nécessité spécifique de ces sociétés qui, pour elle, caractérise le chamanisme à un niveau très général : la difficulté de ces communautés primitives à faire face à l’aléatoire, les angoisses que cette imprévisibilité provoque. La réduction et la mise sous contrôle de ces aléas seraient la fonction du chamane, qui officierait par un échange avec les esprits censés gouverner le monde, lors du voyage chamanique accompli lors de la transe.
Le chamanisme est donc une conduite, une recherche d'efficacité, une technique, à restituer dans le tout de la société. Il remplirait une fonction de réassurance face à la nécessité de s'adapter à des situations difficiles, imprévues, problématiques. Le chamane jouerait un rôle pragmatique de maîtrise des aléas qui effraient la communauté. Le chamane doit en outre montrer sa disponibilité pour servir la communauté. Pour Hamayon, les traits essentiels du chamanisme, dans les sociétés de chasse, sont : l’alliance avec les esprits de la « sur-nature », le voyage de l'âme, la gestion de l’aléatoire par le rapport entre chamane et esprits. Les spécificités du chamanisme sont indissociables de celles de la communauté pour laquelle et dans laquelle le chamane officie. Ainsi, lorsque la société évolue, les formes prises par le chamanisme évoluent aussi. Cette interdépendance amène Hamayon à noter les transformations dans les spécificités du chamanisme lorsque les sociétés deviennent moins axées sur la chasse pour se structurer progressivement autour de l'élevage, évolutions qu'elle a pu noter en effectuant des comparaisons de différentes pratiques en Sibérie.

### La «reconstruction» du chamanisme
La dissonance du point de vue originel conçu comme celui du participant à une société animiste avec la laïcité occidentale moderne a conduit certains anthropologues à s'interroger sur la santé mentale des chamans. Un moyen de légitimer le chamanisme aurait été trouvé par Eliade, Lévi-Strauss et d'autres en « construisant le chamanisme comme psychologie ou thérapie », conduisant à la vulgarisation du « néo-chamanisme » et à l'idée que « les chamans traditionnels entreprenaient des voyages dans l'esprit tandis que les néo-chamans entreprendraient des voyages spirituels » ou « le voyage traditionnel des chamans vers d'autres mondes, de nouveaux mondes entrent dans leurs propres mondes intérieurs qui sont souvent familiers des thérapies jungiennes et autres ».
Graham Harvey soutient ainsi que la psychologisation du chamanisme est un processus de colonisation, et suggère que cela fait partie d'un biais plus large du dualisme moderne: « la célébration de l'expérience intérieure, opposé à la représentation et au rituel extérieurs ». Harvey aborde également les différentes approches des substances utilisées comme auxiliaires par les chamans et autres :

« Certains chamans utilisent des préparations ou des dérivés de plantes qui sont communément étiquetées « hallucinogènes » en Occident. L'implicite est que ce que les gens voient et éprouvent à l'aide de telles substances serait une hallucination : fausse vision, délire ou illusion. Accepter l'étiquette, c'est préjuger. Un peu mieux, peut-être, sont des mots qui privilégient l'intériorité des résultats de l'ingestion de ces puissants dérivés et extraits : psychotropes, psychédéliques, psycho-actifs et même enthéogènes. Même les mots qui permettent la possibilité d’expériences « visionnaires » sont problématisés par l’implication possible que ce qui est vu transcenderait le monde ordinaire, c’est-à-dire qu’il ne serait pas « réel ». »

## Chamanisme dans l'histoire et la préhistoire

### Le culte des cervidés célestes au mésolithique
C'est Spitsyne qui a révélé au public la découverte de plaques chamaniques coulées dans le bronze, nommées les plaques de Perm, sur les bords de la Kama et de l'Ob, dans l'Oural. Elles datent du Moyen Âge.
« Recouvertes de figurations mi-humaines mi-cervidés, de têtes d'élans, de dragons, de bêtes à fourrure et d'oiseaux », dont certains à masque humain sur la poitrine. Les créatures bipèdes à figures animales ont été appelées par Spitsyne « souldé ». Sur l'une d'entre elles, « il s'agit de figuration de deux femmes-élanes, debout sur un énorme dragon et formant, à l'aide de leurs têtes d'élanes, la voûte céleste ».

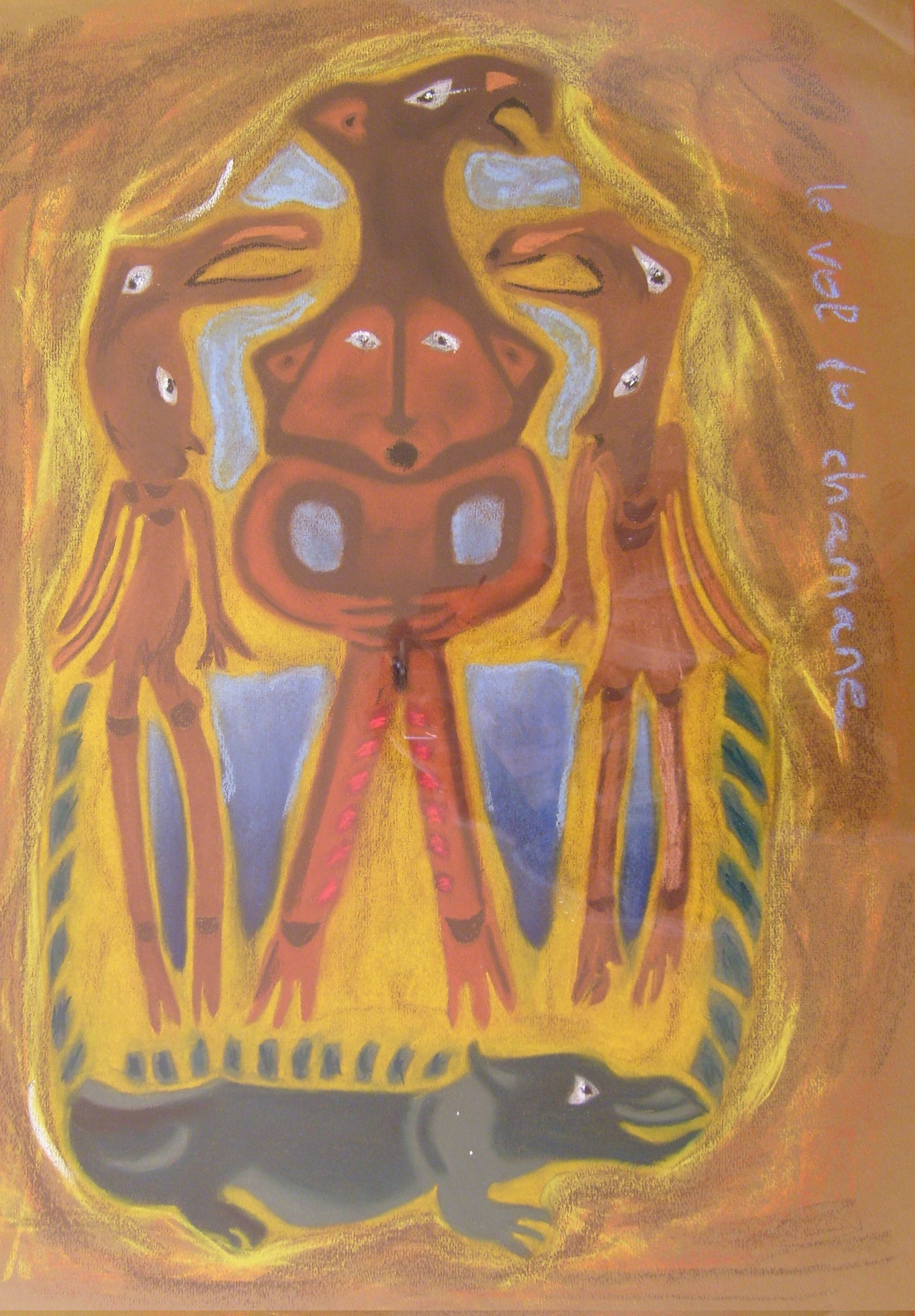
Le Vol du chamane, d'après une reproduction de Boris Rybakov.

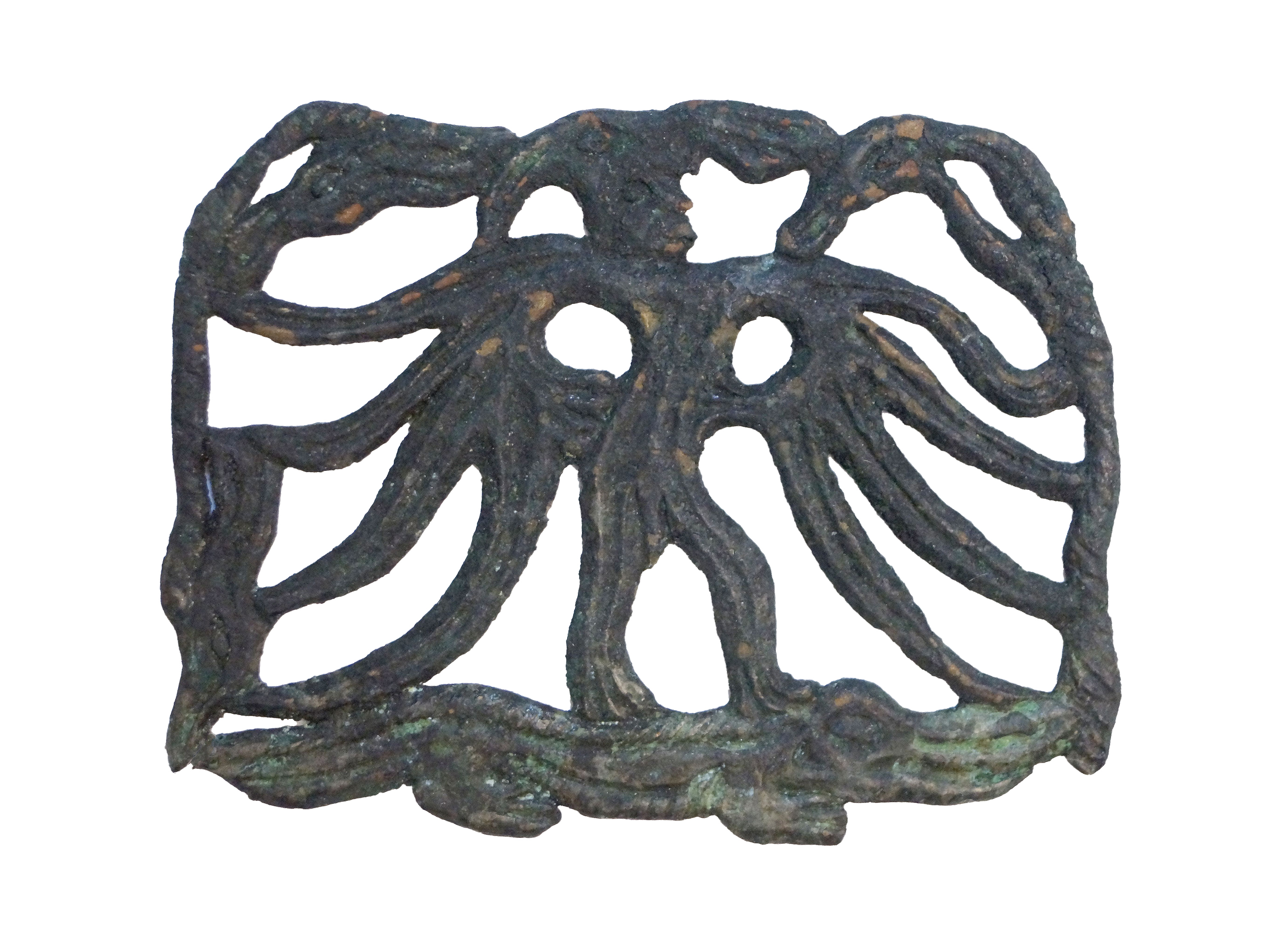
Style animalier de Perm : Homme à tête de cerf sur un lézard. VIIIe siècle

Pour certaines de ces plaques, un parallèle a été fait avec la littérature orale lapone fixée en 1926-1927 et relatant la légende de l'homme-renne. Pour Boris Rybakov le culte des cervidés célestes, évoqué par ces plaques, est très répandu chez les peuples sibériens. Rybakov note un lien avec le chamanisme : « Les femmes-rennes : En entrant, la chamane aperçut deux femmes nues, semblables à des rennes : elles étaient couvertes de poils, portaient des bois sur la tête. Le chamane s'approcha du feu, mais ce qu'il avait pris pour du feu, c'était les rayons du soleil. Une des femmes était enceinte. Elle mit au monde deux faons… La deuxième femme mit aussi au monde deux faons… Ces faons doivent devenir les ancêtres des rennes sauvages et domestiques.
La coiffure chamanique décorée d'un museau d'élan est attestée également par des données archéologiques. On la trouve sur une sculpture d'os provenant de la nécropole mésolithique de l'Île au Renne de l'Onéga (Ve millénaire avant notre ère) et coiffant un officiant s'élevant vers le monde céleste, entouré de deux femmes, la tête tournée vers le chamane. Spitsyne l'identifie au casque de souldé des plaques de Perm. On la trouve aussi sur l'Île au Renne de la Mer de Barents, dans la tourbière de Chiguir dans l'Oural, près de Palanga sur les bords de la Baltique.
Pour Boris Rybakov, le culte des cervidés célestes, étroitement associé au chamanisme, est ainsi attesté au Mésolithique il y a cinq mille ans et dans les mythes cosmogoniques sibériens collectés aux XIXe et XXe siècles. Son étendue géographique est celle de l'ensemble ethnique toungouse, samoyède et ougrien, mais s'étend bien au-delà d'après ses conclusions (Europe et Asie).

### Chamanisme au paléolithique?
Dès 1952, Horst Kirchner a tenté d’expliquer l'art pariétal européen par un chamanisme paléolithique. Cette hypothèse, critiquée dès le début, a eu ses partisans à la fin du siècle dernier. Reprise par Andreas Lommel en 1960 et en 1964 par l'abbé André Glory, elle est ensuite combattue par André Leroi-Gourhan, pour être de nouveau formulée en 1988 par deux anthropologues d'Afrique du Sud, David Lewis-Williams et T. A. Dowson. Lewis-Williams l’a expliquée sur la base d'une comparaison entre le chamanisme des San (Bushmen) et des peintures pariétales de sites sud-africains. Cette thèse est aussi reprise plus tardivement pour l'art paléolithique eurasiatique par le préhistorien Jean Clottes[source insuffisante]. Son livre, Des Chamanes de la préhistoire, qui s'appuie sur une double approche, neurophysiologique et ethnologique, a cependant dès sa parution en 1996 suscité une vive controverse, notamment d'experts du chamanisme, de l'art préhistorique et de la neurologie, réunis dans un ouvrage collectif associant ces disciplines, Chamanismes et arts préhistoriques : Vision critique.
Très récemment, Rossano a défendu l'hypothèse selon laquelle les peintures pariétales présenteraient un caractère tel qu'« elles renforcent l'idée selon laquelle ces grottes profondes étaient utilisées pour des rituels chamaniques impliquant des états de conscience modifiés et une union avec le monde des esprits »,.
Une des tombes d’Hilazon Tachtit est interprétée[Par qui ?] comme celle d’une chamane du Natoufien.[réf. nécessaire]

### Le chamanisme dans les mythologies des sociétés européennes
La cosmologie indo-européenne ressemble au chamanisme néolithique : l'univers est constitué de trois mondes, le Ciel, la Terre et les Enfers, qui sont reliés par un arbre. La voyance, la divination ou la magie sont plus l'affaire des femmes que des hommes (d'où les croyances aux sorcières). Le chamanisme masculin se voit relégué dans la mythologie tandis que les fonctions sacerdotales sont exercées par une classe de prêtres[réf. nécessaire].

#### Grèce antique
On qualifie d'« hyperboréens » un peuple mythique de l'Antiquité présocratique. Des spécialistes de cette période, notamment Eric Robertson Dodds, évoquent à leur propos des pratiques chamaniques,. Un personnage notable, partiellement mythique, est Abaris le Scythe auquel sont attribués des voyages chamaniques.
Dans la Grèce antique, on connaît le poète Aristée de Proconnèse. Il était transporté au loin lors de « délires apolliniens ». Il abandonnait son corps, qui gisait comme mort. Sur son île, une statue le représentait à côté d'Apollon (Hérodote, IV, 13-15). Pline l'Ancien rapporte qu'elle représentait son âme quittant son corps sous la forme d'un corbeau.

### Le chamanisme scandinave
Il y a des exemples très nets de chamanisme dans le monde indo-européen, surtout dans sa mythologie. Ainsi, le dieu Odin des Scandinaves peut quitter son corps, qui gît alors comme endormi, sous une forme animale, et voyager là où il le désire. Il possède un cheval à huit pattes, très rapide (Sleipnir), qui est aussi identifié à un arbre cosmique (Yggdrasil) semblable à celui utilisé par les chamanes lors de leurs voyages. Par ailleurs, Odin est un grand magicien et il peut forcer les morts à livrer les secrets de l'au-delà, ce qui est une prérogative du chamane.

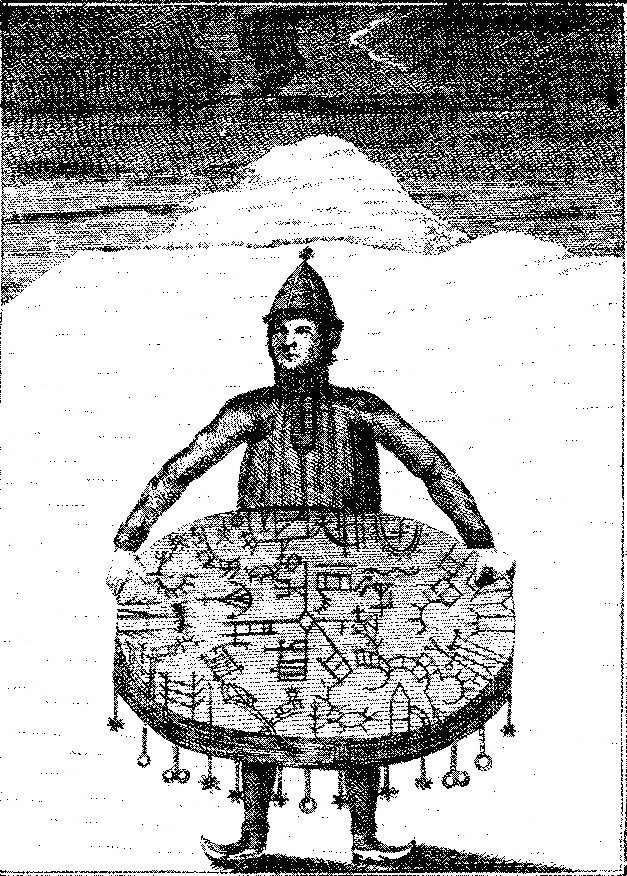
Chamane Saami avec son tambour magique.

Les Scandinaves considéraient leurs voisins Lapons (de langue finno-ougrienne) comme de grands magiciens. Ils appelaient aussi ce peuple les Samis ou les Sames (singulier Same ou Sami), comme les Lapons se nomment eux-mêmes. De toute évidence, le chamanisme était très développé chez eux. Les chamanes sami étaient appelés des noaide, nojid ou noi'jd. Leurs pratiques ont été décrites au XIIIe siècle dans l'Historia Norwegiæ. Ils officiaient grâce à des assistants qui chantaient et ils utilisaient un tambour (comme leurs homologues sibériens) et un marteau de corne. Ils pouvaient prendre une forme animale (renard, zibeline, loup, ours ou renne) pour aller se battre contre un confrère, découvrir un voleur ou même le mutiler à distance, attirer le gibier à portée des chasseurs ou le poisson dans le fjord, provoquer des états d'hypnose ou d'illusion des sens. Les Finno-Ougriens sont originaires des forêts du nord de la Russie. D'une manière ou l'autre, une analyse fine du chamanisme le fait toujours provenir du nord de l'Eurasie.
Freyja, déesse mythique de l'amour physique et de la sensualité, semble posséder des compétences chamaniques. On lui attribue la capacité de se transformer en faucon ou en plume, donc de voyager. La métamorphose et la capacité de s'éloigner de son propre corps sont considérées comme des attributs chamaniques. Le voyage en esprit dans d'autres univers par la transe caractérise Freyja et parfois son époux, Od ou Odur.
Le mot nordique pour désigner les pratiques chamaniques est Seid, elles sont presque exclusivement réalisées par des femmes, usuellement revêtues de peaux ou de plumes représentant les esprits animaux. Elles sont rapportées entrant en transe notamment dans la Saga d'Erik le Rouge. Les traditions nordiques rapportent de grands malheurs lorsque des hommes (et non plus des femmes) pratiquent le Seid.

### Chamanisme dans les sociétés de chasseurs-cueilleurs, puis d'élevage

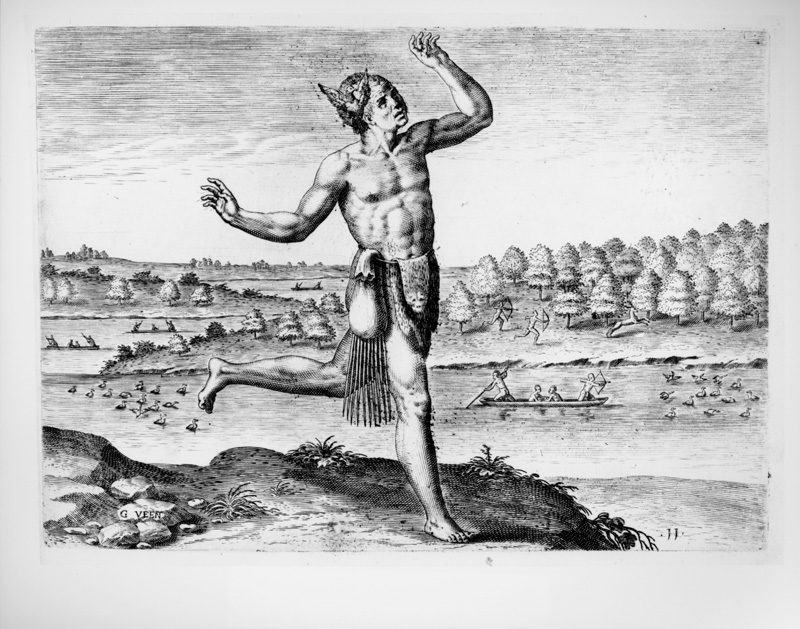
Indien d'Amérique « conjurant » un mauvais sort dans une gravure datant de 1590.

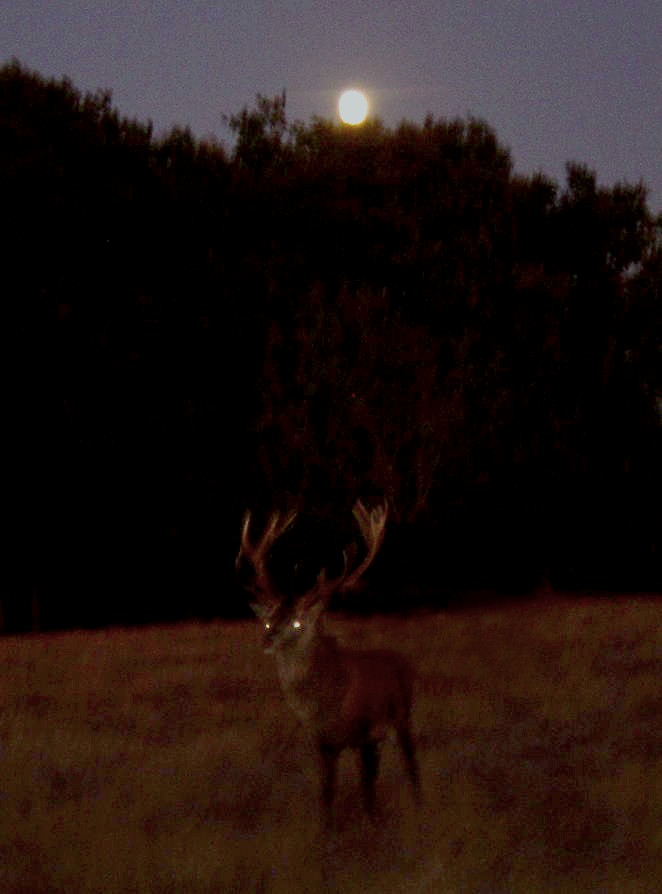
Cerf au clair de lune.

D'après Roberte Hamayon, le chamanisme évolue en fonctions des activités nourricières principales des sociétés. Elle voit les sociétés basées sur la chasse comme structurées par une relation horizontale avec les animaux de la nature et s'inscrivant dans un temps cyclique, annuel. Les animaux sont animés par des esprits, tout comme les ancêtres et les forces naturelles. Le chaman les rejoint dans le monde non sensible de la « surnature ». La chasse induit un échange assez symétrique avec les esprits. Ainsi, le chamane peut-il être lui-même symboliquement dévoré, tout comme le chasseur veut dévorer le gibier. L'essentiel étant que l'échange se maintienne dans un certain équilibre.
Hamayon observe que les formes prises par le chamanisme se transforment lorsque les sociétés deviennent tournées vers l'élevage. Sur le plan sociétal, l'égalité est rompue, le temps devient linéaire avec la question de la transmission du bétail (plus tard des terres) aux générations futures. Pour Hamayon, une logique de la filiation vient se substituer à la logique de l'alliance et cela se reflète dans les relations avec les esprits. L'animal d'élevage n'est plus un égal, ne serait-ce que parce que le troupeau devra être divisé (tout comme les terres plus tardivement) au moment de la succession. Aux côtés des esprits des animaux, apparaissent des esprits à caractère humain, notamment ceux des ancêtres du clan, soucieux de l'équité, du partage et de la prolongation de ce qu'ils ont construit. Le monde des esprits, auparavant confiné à la forêt, s'étire vers le haut et le bas, vers ce qui préfigure le Ciel et les Enfers. Le chamane devient celui qui a la capacité de monter et descendre le long de ces différents niveaux de réalité et de rencontrer des entités des mondes supérieurs et inférieurs. On trouve la structuration en trois niveaux du monde invisible, prisée par Harner qui la considère, lui, comme universelle là où Hamayon la lie aux activités et modes de subsistance dominants dans la communauté du chaman. D'autres anthropologues partagent ce point de vue, ainsi Winkelman note-t-il que si le chamanisme est lié aux sociétés de chasseurs-cueilleurs, « il a persisté dans les sociétés agricoles, mais leurs pratiques ont commencé à se transformer du fait de l'évolution des modes de subsistance, de l'accroissement de la complexité sociétale et de l'apparition de nouveaux acteurs religieux tels que les prêtres ».

## Principes du chamanisme

### Le chamane

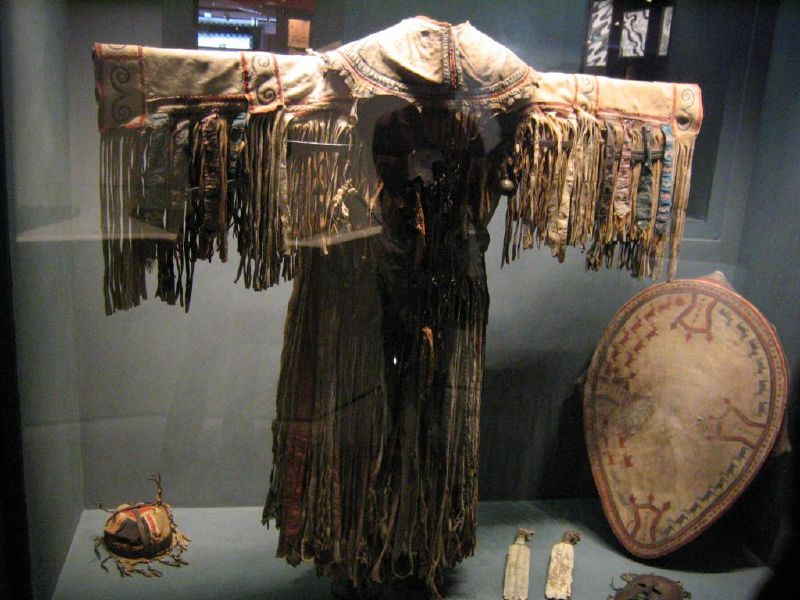
costume de chamane evenk.

Le chamane a été vu tour à tour comme un guérisseur, un prêtre, un magicien, un devin, un médium ou un possédé.
Il exerce une pluralité de fonctions au service de sa communauté, comme soigner une maladie, guérir une souffrance, nommer un enfant, faire tomber la pluie, faire venir le gibier, accompagner l'âme des morts ou communiquer avec les esprits de la nature. L'efficacité prétendue des techniques tient au fait que, selon la cosmologie chamanique, tous les problèmes du monde « ordinaire » viennent d'une rupture d'équilibre dans nos relations avec le monde invisible. En intercédant avec les esprits, le chamane obtient des solutions pour rétablir l'équilibre.
Pour communiquer avec les esprits, le chamane se met en transe grâce à des rituels qui intègrent ou non l'usage de substances psychoactives parfois dites « enthéogènes ». Ces rituels induisent un état psychique particulier, dont les tremblements sont un élément évocateur.
Le chamane peut aussi entrer en rapport avec le « monde-autre » par des rêves ou des techniques de quête de visions.
Le rituel du chamane n'est pas figé, il existe une personnalisation de sa pratique. Chaque chamane l'accomplit différemment des autres.

### La «maladie initiatique»

#### Selon Roberte Hamayon
Elle révèle l'élection du futur chamane. Les symptômes sont conventionnels, attendus, plus ou moins provoqués. Elle est interprétée comme une absence de l'âme qui est partie dans l'au-delà. L'évanouissement est le symptôme caractéristique de la maladie. Dans le cas du chamanisme d'élevage, les esprits se sont humanisés, et l'électeur est l'esprit d'un ancêtre. L'évanouissement est le moment particulier où les ancêtres emmènent l'âme du futur chamane pour y être instruit.
Elle donne l'apparence de la folie et exprime la présence d'un danger de mort. Le premier évanouissement indique une future carrière de chamane.
L'élection du futur chamane est vécue, en général, comme un fléau, aussi bien par le candidat que par la famille de celui-ci. Il y a un danger de mort en cas de refus d'assumer la fonction de chamane. C'est l'esprit électeur qui s'en charge.

#### Initiation chamanique Yanomani
Grâce à l'initiation, un être humain est élevé à l'état d'être primordial en devenant un hekura, terme décrit par Zeljko Jokic comme désignant à la fois « maladie » et « esprit » chez les Yanomani du Venezuela.
Si la première naissance humaine était une naissance dans le monde des limites humaines, la renaissance initiatique représente une naissance dans l'immortalité. Ainsi, à la lumière de la description ci-dessus de l'initiation, la mort de l'ego peut être décrite comme un processus de modification radicale du moi égoïque et la reconstitution d'un nouveau moi cosmique, qui englobe le monde en tant que totalité du cosmos. La fusion de l'ego et du monde est réalisée par la rupture de la conscience. La mort de l'ego est, selon Grof, un point culminant de la souffrance et de l'agonie vécues pendant la mort, qui se traduit par une « expérience d'annihilation totale à tous les niveaux : physique, émotionnel, intellectuel, moral et transcendantal… elle [la mort de l'ego] semble impliquer la destruction instantanée de tous les points de référence antérieurs de l'individu. » (Grof et Halifax 1977:51) La mort symbolique, dans le contexte de l'initiation chamanique Yanomami peut être découverte comme un moment final de l'initiation.
Elle peut être comprise comme un moment final de transition d'un mode d'être humain à un mode d'être autre. Bien que l'expérience de la mort signifie la fin du soi humain, elle représente en même temps le début ou la naissance d'un nouveau sens du soi cosmique du néophyte. Comme le chaman sacrifie son âme et son humanité aux esprits pendant l'initiation, ces derniers deviennent ses alliés personnels et ses sources de pouvoir. Plus précisément, à travers les expériences de mort et de renaissance, le chaman surmonte la condition humaine, devenant simultanément un esprit hekura vivant et individuel et une collection d'autres hekura. Après son autodissolution et de reconstitution au moment de la mort, le néophyte continue à chanter aux esprits jusqu'à ce qu'il atteigne son premier état de conscience en transe au cours duquel, en fait, il revit sa propre mort. Ce moment est important car il marque officiellement la fin de l'initiation et le début de la reconnaissance de l'individu en tant que chamane au sein de la communauté.

### Le dépècement et la dévoration du corps
Les informations de cette section sont empruntées à Hamayon et à Eliade,.
Le morcellement du corps, ou dépècement, ou dévoration est une mort rituelle qui est suivie d'une résurrection. Elle marque le passage du profane au sacré, l'initiation par les esprits, et s'inscrit dans le cadre de la « maladie initiatique ».

« Ces souffrances physiques correspondent à la situation de celui qui est « mangé » par le démon-fauve, est dépecé dans la gueule du monstre initiatique, est digéré dans son ventre. »

➝ Dans le chamanisme de chasse, le morcellement du corps est le fait des esprits auxiliaires qui mangent la chair et boivent le sang du futur chamane. Il s'agit surtout d'une dévoration interne. À la fin du rituel, le chaman peut alors incorporer les esprits auxiliaires dans les accessoires que la communauté lui a confectionnés. Chaque séance chamanique sera par la suite l'occasion de nourrir les auxiliaires, ce qui est le prix à payer pour le service rendu : il s'agit donc d'un processus continu qui a lieu toute la vie du chamane, ce qui est à mettre en rapport avec son teint blême.

« Les esprits lui coupent la tête qu'ils mettent de côté (car le candidat doit assister de ses propres yeux à sa mise en pièces) et le taillent en menus morceaux qui sont ensuite distribués aux esprits des diverses maladies. C'est à cette condition seulement que le futur chaman gagnera le pouvoir de guérir. »

➝Dans le chamanisme d'élevage, le dépècement s'effectue généralement en une fois, lors de la « maladie initiatique ». C'est une dévoration externe, c’est-à-dire qui a lieu en général en dehors du corps du chamane. Il existe certaines particularités comme la cuisson de la chair et le comptage des os. Elle est l'œuvre des ancêtres. Cependant, dans le chamanisme d'élevage, coexistent des éléments du chamanisme de chasse, ce qui se traduit par l'existence parallèle d'esprits animaux et d'esprit des ancêtres : la dévoration interne continue persiste donc parallèlement.
Toute autre est la dévoration de la chair humaine consécutive à la prédation des esprits, dont l'action entraîne la maladie par le biais du départ de l'âme, voire la mort en cas de départ définitif. Ce cadre est celui de tout un chacun qui peut devenir la proie d'un esprit : « Les hommes sont le butin de la chasse des esprits, comme les rennes sont le butin de la chasse des hommes… le monde des esprits est un monde d'affamés en quête perpétuelle de gibier humain ».

### L'esprit électeur et les esprits auxiliaires (alliés)
Les variations concernant ce thème sont très importantes suivant les ethnies et les époques. La distinction entre l'esprit électeur (ou protecteur), et les esprits auxiliaires (ou familiers, ou gardiens) revient constamment.
L'esprit électeur est unique. C'est lui qui choisit le chamane et le protège toute sa vie. Il accorde au chamane le service des esprits auxiliaires auprès desquels il intercède.
Dans les sociétés de chasse, l'esprit protecteur choisit « par amour » son chamane et devient son conjoint surnaturel. Il est l'esprit de la fille ou du fils de la forêt, le donneur de gibier. Son exigence est de l'ordre de la jouissance.
Dans les sociétés d'élevage, l'esprit protecteur est en général l'esprit d'un ancêtre, lui-même ayant été chamane. Et de ce fait l'enseignement du chamane provient souvent de cet esprit, le préparant à des révélations et à des contacts avec des êtres divins ou semi-divins (rôle de psychopompe).
Les esprits auxiliaires sont en général soumis à l'esprit électeur : c'est ce dernier qui les transmet au chamane (chamanisme de Sibérie). Parfois, la transmission se fait par héritage. Parfois leur concours doit être un acte de volonté et de recherche personnelle de la part du chamane (chamanisme nord-américain). Pour obtenir leurs services, le chamane doit les nourrir de son propre corps : leur exigence est alimentaire. Ils donnent au chamane les moyens de la chasse dans l'au-delà : ce sont les pouvoirs chamaniques. Chacun est spécialisé dans un service. Un chamane peut en avoir plusieurs ; c'est d'ailleurs au nombre d'esprits auxiliaires qu'un chamane est fort ou faible. La relation d'un auxiliaire au chamane est soit de l'ordre du bienfaiteur, soit de l'ordre du serviteur. Le transfert des esprits auxiliaires se voit et s'effectue dans les accessoires de son costume. La réunion des esprits auxiliaires peut parfois prendre plusieurs années, et fait intervenir une grande partie de la communauté.
La plupart du temps ils ont la forme d'un animal : ours, loup, cerf, lièvre, oie, aigle, hibou, corneille… Ils peuvent également être des esprits de la nature : esprit des bois, de la terre, d'une plante, du foyer, des divinités, des fantômes… Le chamane prend possession de l'esprit auxiliaire au cours de la séance chamanique. Bien plus qu'une imitation de celui-ci, il est identifié à cet esprit et se métamorphose en lui : c'est l'ensauvagement du chamane, suivant Roberte Hamayon. L'auxiliaire a alors un rôle de psychopompe, c’est-à-dire qu'il accompagne le chamane dans l'au-delà : c'est l'expérience ou le voyage extatique du chamane, suivant Mircea Eliade.

### Le voyage chamanique
Le chamanisme part du principe que l'âme a la faculté de quitter le corps, historiquement chez tous les humains, mais plus particulièrement chez les chamanes et les héros épiques.
Chez les gens ordinaires, elle le quitte à certains moments particuliers : pendant le rêve, l'ivresse et la maladie. Ces voyages ne sont pas contrôlés. Chez le chamane, le départ de l'âme s'expérimente d'abord au cours de la maladie initiatique (absence d'âme), puis par la suite au cours des séances chamaniques (ensauvagement selon Roberte Hamayon), des voyages dans les mondes des esprits (l'extase de Mircea Eliade). Il réalise ici-bas et autant de fois qu'il le désire la « sortie du corps ».
Les voyages de « l'âme » sont des thèmes récurrents de la littérature, des mythes, des récitations d'épopées.
Il existe une similitude entre les incantations ou récits des extases chamaniques et certains thèmes épiques de la littérature orale : l'aventure héroïque s'apparente au voyage du chamane dans la « surnature ». Souvent il s'effectue sous la forme et l'apparence d'animaux, notamment d'oiseaux. Ce peut être des cygnes, porteurs d'âmes par excellence : ils rapportent de l'âme pour les enfants et les animaux à naître, témoignant de l'animation et du renouvellement de la vie.
De retour, le chamane raconte ce qu'il a vu ou ce qu'il a fait. Il peut le mimer également, le chanter, le danser, l'accompagner de cris et d'exclamations. Pour Mircea Eliade, la danse peut faire partie intégrante de l'extase, de même que l'imitation des gestes d'un animal. Lorsqu'il s'agit de répondre aux questions de l'assistance, c'est parfois l'esprit qui habite le chamane qui parle.
Le vol magique du chamane est indissociable de la cosmologie chamanique. Il est divisé en trois parties : le ciel, la terre et les Enfers, monde des ancêtres. Harner n'a pas voulu adopter au chamanisme cette association chrétienne, lui comme la fondation pour l'étude du chamanisme parlent de monde du dessus, de monde du dessous et de monde du milieu.
Le vol traduit la transcendance du chamane par rapport à la condition humaine et l'autonomie de son âme. Il renvoie également à l'intelligence et la compréhension des choses secrètes et des vérités métaphysiques. Parce qu'il est capable de monter et de descendre dans les sphères, les esprits peuvent s'incorporer dans le chamane ou dialoguer avec lui.
Le vol s'effectue donc vers le haut et vers le bas :
- vers le haut, le chamane peut passer par l'orifice de l'étoile polaire, le clou du ciel, ou le nombril du ciel ;
- vers le bas, c'est la descente sous terre, ou au fond de la mer.

Graham Harvey, spécialiste en études religieuses à l'Open University, a remis en cause la vision de Mircéa Eliade qui est pour lui une reconstruction religieuse typique de la laïcité occidentale. « Cela commence par l'idée que les chamans réussissent à voyager « au-delà des contraintes de l'incarnation physique et de l'emplacement », et dans un royaume supérieur et non matériel : le voyage du chaman depuis le profane (lequel serait non seulement banal mais conçu négativement) vers un monde à la pureté immuable de l'éternité - dans le rituel et surtout dans l'ascension chamanique - est définitif de toute vraie religion pour Eliade. Plus explicitement, il est au cœur de la religion comme Eliade pensait qu'il devrait l'être. »

### Le tambour et le costume
Le costume du chamane est souvent fait de peau et de plumes. Il symbolise pour Eliade la transformation en l'animal, souvent un oiseau qui personnifie la possibilité de voler, d'incarner l'âme du chamane qui vole d'un espace à un autre.
Le tambour est très fréquent chez les chamanes. D'autres instruments peuvent s'y substituer : des cannes chevalines, une cloche, une guimbarde... L'animation du tambour est cruciale pour l'entrée en transe.
La peau du tambour porte souvent un dessin de cervidé à large ramure et le tambour est parfois considéré comme un support ou un lieu de rassemblement des esprits (auxiliaires notamment).

## Le chamanisme dans le monde

### Le chamanisme tibétain
Selon Eliade, le Tibet connaît un rite tantrique, le Chöd (ou gchod, pouvant se traduire par « banquet macabre ») qui est clairement chamanique dans sa structure. Il a été décrit pour la première fois par Alexandra David-Néel en 1929 et est encore pratiqué aujourd’hui, selon le lama Khenpo Tseten. Il s’agit, essentiellement par de la musique et de la danse, de convier des esprits à un festin principalement composé de la chair des officiants.
Le lama qualifie la pratique de véritable « offrande mentale de son corps aux démons et êtres effrayants qui rôdent ». Les démons étant, selon la lecture bouddhiste du lama, les constructions mentales de l’esprit du pratiquant.
Ce thème du dépècement et de la dévoration rencontré au Tibet est très proche de ce qui a été décrit en Amérique du Nord.
Eliade évoque également le Livre tibétain des morts (Bardo Thödol) comme une preuve de la vitalité du chamanisme tibétain antérieurement au développement du bouddhisme et son intégration par ce dernier.

### Le chamanisme chinois
Le chamanisme existe depuis longtemps en Chine. Il a été repris par le taoïsme. Selon un ouvrage du IIIe siècle, le Baopuzi, le prêtre connaît des voyages extatiques qui l'emmènent au ciel, où il peut rencontrer dieux, ancêtres, et trouver des remèdes médicaux. Il est aidé par des animaux (dragons, tigres, phœnix, cerfs, quilins, singes…).
Sous la dynastie Qing mandchoue un chamanisme comportant des éléments bouddhistes, comme le chamanisme jaune, était codifié par des lois.

### Le chamanisme coréen
Le chamanisme coréen comporte certaines proximités avec les chamanismes toungouses et mongols, étant proche de ces cultures. Il a également été grandement influencé par la Chine.

### Le chamanisme corse
En Corse, peut être trouvé le Mazzeru (voir Mazzérisme). Le Mazzeru n'est pas toujours considéré comme faisant partie du « monde ordinaire » à part entière. N'étant ni du monde des vivants, ni du monde des morts, il se situe plutôt à la limite de ces deux mondes. Il est également désigné, selon les régions, sous les noms de Culpadore, d'Acciacatore et bien sûr de Mazzeru. Ces trois termes sont formés à partir des verbes acciacà, culpà, amazzà, qui signifient « tuer » en frappant. Cette fonction de tuer provient de la capacité du Mazzeru à « chasser en rêves ». Lors du sommeil du Mazzeru son double spirituel va dans le monde des rêves participer à une partie de chasse, le Mazzeru tuant le premier animal (sauvage ou domestique) qu'il croise (souvent un cerf, un mouton ou un mouflon). En retournant la bête sur le dos, la tête de celle-ci se transformera en visage humain. Cet humain, connu du Mazzeru, est condamné à mourir entre trois jours et un an plus tard.

### Chamanisme Hmong-Miao
Chez les Hmong du Laos, comme dans la majorité des chamanismes d'Extrême-Orient, le corps comporte plusieurs âmes, certaines pouvant voyager dans des mondes différents de celui des humains, provoquant ainsi maladies et mort. Le chaman grâce à ses pouvoirs va aller se battre dans ces mondes pour récupérer ces âmes.

### Chamanisme mexicain
Le psychologue Jacobo Grinberg a étudié et écrit 7 livres sur le chamanisme mexicain (Los chamanes de Mexico, Volume I à VII).

### Le chamanisme mongol
Le chamanisme mongol revêt plusieurs formes : le chamanisme ancien, tel que pratiqué par les anciens peuples turcs et proto-mongols de la région. Il est aujourd'hui principalement pratiqué par les Bouriates au sein des peuples mongols. Le tengrisme est issu des anciennes religions turques et a particulièrement été mis en avant par Genghis Khan, fondateur de l'Empire mongol. Des chamanismes sont influencés par le bouddhisme tibétain, comme le chamanisme jaune, ou d'autres courants, comme le chamanisme noir.

### Le chamanisme turc
On donne souvent ses origines dans l'Altaï, il est connu pour le khöömii, chant diphonique chamanique. Le tengrisme est la forme principale de chamanisme turc, ou le ciel (tenger) est le principal dieu. Certains mouvements pan-nationalistes turcs le récupèrent pour en faire la religion principale du touran (terme persan pour désigner les cultures sibériennes).

## Chamanisme et philosophie
En 1951, Eric Robertson Dodds a publié une étude sur les Grecs de l'Antiquité, The Greeks and the lrrational, dans laquelle il affirmait, entre autres, qu'il y avait eu un afflux d'influences chamaniques dans le monde grec au cours des septième et sixième siècles avant Jésus-Christ.
Ceci a conduit à une nouvelle conception de l'âme humaine et des capacités de l'âme chez les Grecs, qui a ensuite été reprise dans l'orphisme (la légende grecque associait Orphée à la Thrace) et le pythagorisme (la tradition ultérieure, souligne Dodds, a mis Pythagore en contact avec Abaris). Pour Dodds, Pythagore était un type de chamane grec, et ses pratiques et enseignements ont ensuite été formulés en termes philosophiques par Platon. Comme le dit Dodds : Platon a croisé la tradition du rationalisme grec avec des idées magico-religieuses dont les origines les plus lointaines appartiennent à la culture chamanique nordique.
Dodds fait remarquer que dans la littérature du chamanisme, nous rencontrons une manière tout à fait différente de penser l'âme. La pratique du chamane repose sur une concentration intérieure des énergies psychiques, de telle sorte que les forces de l'âme, normalement réparties dans l'organisme psycho-physique, sont rassemblées en une unité. Il était alors possible de faire l'expérience de l'âme en tant qu'entité à part entière, indépendamment du corps.
C'est la base du vol hors du corps ou projection astrale qui, comme nous l'avons vu, était pratiquée par Abaris, Aristeas et Hermotimos. Loin d'être une image vaporeuse ou un eidolon, l'âme était pour ces gens une réalité substantielle et c'était plutôt le corps qui était considéré comme éphémère et finalement insubstantiel. Selon Dodds, ce point de vue, fondé sur les pratiques spirituelles des chamanes nordiques, a ensuite été repris dans l'orphisme et le pythagorisme, où l'on retrouve la nouvelle formulation : le corps est la prison de l'âme, voire son tombeau.

## Chamanisme dans l'art et la culture

### Pratiques de revitalisation culturelle
Depuis l'époque de l'ex-Union soviétique, le modes de vie des peuples du Nord avaient été changés par la force dans le cadre d'une politique communiste et qu'ils étaient condamnés à être russifiés.
Après l'instauration de la République de Sakha, en 1990, le gouvernement a encouragé une politique de revitalisation culturelle. Le système éducatif en langue yakoute a été réorganisé, et l'interdiction du chamanisme et de la pratique de la guérison traditionnelle a été levé. Ainsi, les intérêts ethnologiques et ethnographiques pour les cultures ethniques de la République ont rapidement augmenté, et les activités universitaires et éducatives pour la restauration et la revitalisation de la culture sakha ont été encouragées.
Par exemple, lors de la conférence internationale sur le chamanisme en 1991, les représentations des chamanes ont été présentées sur scène comme un drame théâtral restauré d'après les archives ethnologiques et historiques. En 1999, les représentations dramatisées de chamans étaient toujours diffusées à la télévision.
Sous le titre de culture traditionnelle, ces mesures politiques se sont axées sur le rétablissement des cérémonies rituelles ethniques, les pratiques de guérison, la vision du monde chamanique, les épopées et narrateurs, les chansons, les danses, les costumes et la cuisine. En outre, dans le processus de revitalisation, le chamanisme a été relancé de façon moderne en mentionnant les expériences surnaturelles et les interprétations des chamans à ce sujet, pour contribuer à reconstruire l'identité culturelle.

### Listes d'œuvres représentant le chamanisme
Cinéma :
- 2004 : Blueberry, l'expérience secrète de Jan Kounen, une représentation du chamanisme américain natif au cinéma.
- 2019 : Un monde plus grand de Fabienne Berthaud, adaptation du livre Mon Initiation chez les chamanes de Corine Sombrun.

#### Ouvrages scientifiques sur le chamanisme

##### En français
- Denise Aigle et al., La Politique des esprits. Chamanismes et religions universalistes, Société d'ethnologie, 2000
- Mircea Eliade, Le Chamanisme et les techniques archaïques de l'extase, Payot, 1951, rééd.1992
- Mircea Eliade, Le Chamanisme et les techniques archaïques de l'extase. Revue Philosophique de la France Et de l'Etranger 142:568-570, 1952.
- Roberte Hamayon, Les Chamanismes, Eyrolles, 2015, cop. 2015  (ISBN 978-2-212-56219-4 et 2-212-56219-5),
- Bertrand Hell et Edouard Collot, Soigner les âmes. L'invisible dans la psychothérapie et dans la cure chamanique, Dunod, 2011
- Michel Lorblanchet et al., Chamanismes et arts préhistoriques : Vision critique, Errance, 2006
- Mario Mercier, Chamanisme et chaman, Belfond, 1977 et Dangles, 1990
- Alessandra Orlandini Carcreff, Chamanismes, Monaco, LiberFaber, 2019
- Michel Perrin, Le Chamanisme, Paris, PUF, coll. « Que Sais-je » (no 2968), 2014, 6e éd. (1re éd. 1995), 127 p. (ISBN 978-2-13-058291-5, BNF 42177358)
- Francois Blanc, Médecins et chamanes des Andes, L'Harmattan, 1994, Paris.
- Guy Moréchand, « Le Chamanisme des Hmong », Bulletin de l'École Française d'Extrême-Orient, vol. 54,‎ 1968, p. 53-294 (lire en ligne).
- Lucien Giacomoni, « Chamanes, états de conscience et monde des Dieux. Le rituel des plantes et des champignons sacrés », Bulletin de la Fédération mycologique et botanique Dauphiné-Savoie, vol. 179,‎ décembre 2005, p. 5-19
- Danièle Vazeilles, Les chamanes, maîtres de l'univers : persistance et exportations du chamanisme, Éditions du Cerf, 1991.
- Jean Servier, L'homme et l'invisible, IMAGO, coll. « Petite bibliothèque Payot », 1980, 1994 (ISBN 2-268-01711-7)

##### En anglais
- Francois Blanc, Trance and shamanic cure on the South American Continent, journal of consciousness, Vol.21, issue 1, p. 83-105, 2010.
- Sergei Mikhailovich Shirokogoroff, The Psychomental complex of the Tungus, Londres, 1935
- Gloria Flaherty, Shamanism and the eighteenth century, Princeton University Press, 1992
- Ray Hess, Pictish Orthodox Druidism, CreateSpace Independent Publishing Platform, 2015

#### Ouvrages scientifiques sur les chamanismes locaux
- Sébastien Baud, Faire parler les montagnes. Initiation chamanique dans les Andes Péruviennes, Armand Colin, 2011
- Jean-Pierre Chaumeil, Voir, Savoir, Pouvoir, Le chamanisme chez les Yagua de l’Amazonie péruvienne, Georg Éditeur, 2000
- Pierre Déléage, Le Chant de l'anaconda. L'apprentissage du chamanisme chez les Sharanahua (Amazonie occidentale), Société d'ethnologie, 2010
- Laurent Fontaine, La Nuit pour apprendre. Le chamanisme nocturne des Yucuna, Société d'ethnologie, 2014
- Laurent Fontaine, Les métaphores incantatoires des Yucuna (Amazonie colombienne). Peeters. 2024
- Roberte Hamayon, La Chasse à l'âme. Esquisse d'une théorie du chamanisme sibérien, Société d'ethnologie, 1990
- Bertrand Hell, Possession & Chamanisme. Les maîtres du désordre, Flammarion, 2012
- Viviane Lièvre et Jean-Yves Loude, Le Chamanisme des Kalash du Pakistan. Des montagnards polythéistes face à l'islam, CNRS Édition, 1990
- Aurélie Névot, Comme le sel, je suis le cours de l'eau. Le chamanisme à écriture des Yi du Yunnan (chine), Société d'ethnologie, 2008
- Michel Perrin, Les Praticiens du rêve : un exemple de chamanisme, Presses universitaires de France, 2001
- Ilario Rossi, Corps et chamanisme, Armand Colin, 1997
- Charles Stépanoff et Thierry Zarcone, Le Chamanisme de Sibérie et d’Asie centrale, coll. « Découvertes Gallimard » (no 579), 2011
- Charles Stépanoff, Voyager dans l'invisible.Techniques chamaniques de l'imagination, préface de Philippe Descola, Paris, Les Empêcheurs de tourner en rond/La Découverte, août 2019, 464 p.

#### Néo-chamanisme européen et nord-américain
- Jean-Jacques Dubois, Anthropologie chamanique : qui veut faire l'ange fait la bête !, Louise Courteau, 2005
- Stéphanie Chancel, Le grand livre du chamanisme, origines, rites et coutumes, Exclusif, 2005
- Jean-Patrick Costa, Les Chamans. Hier et aujourd'hui, Alphée, 2007
- Michael Harner, La Voie du chamane. Un manuel de pouvoir & de guérison, Mamaéditions, 2011
- Mario Mercier, Le Maître du tambour. Origines et pratique du tambour chamanique, éditions Véga, 2007
- Mario Mercier, Journal d'un chaman. L'ours de montagnes bleues, éditions Almora, 2007
- Mario Mercier, Journal d'un chaman. Les voix de la mer, éditions Almora, 2007

#### Abord scientifique et psychologique
- Michael Harner, La Voie spirituelle du chamanisme, Albin Michel, 1982 - en anglais The way of the shaman, 1980
- Jeremy Narby, Le Serpent cosmique, l'ADN et les origines du savoir, Georg, 1995
- Jeremy Narby et Francis Huxley, Anthologie du chamanisme, 350 pages 2002, Albin Michel/CNRS  (ISBN 978-2-226-191-09-0)
- Jeremy Narby et autres, Plantes et chamanisme, 2008
- Chamanisme et psychothérapie, ouvrage collectif sous la direction de Patrice Van Eersel et du Dr Didier Dumas, coll. Questions, Albin Michel, 1997
- Olivier Moyano, Rêve et chamanisme, Éditions Accarias L'Originel, Paris, 1998
- Nicolas Bosc, L'initiation traditionnelle des chamanes peut-elle nous éclairer dans le débat sur la formation des psychothérapeutes ?, mémoire DEA Psychologie, Université Paris VIII, 2004
- Guy Rouquet, Voici venu le temps des « dérapeutes » : du serment d’Hippocrate au serpent cosmique, Psychothérapie Vigilance, 2007
- Laurent Huguelit, Dr Olivier Chambon, Le Chamane et le Psy : un dialogue entre deux mondes, Mama Éditions, 2010
- Guy Rouquet, « Les nouvelles dérives sectaires de la psychothérapie (chamanisme-néochamanisme) », sur Psychothérapie Vigilance, 14 avril 2010
- Florent Dechoz, L'Expérience chamanique : pour sortir des traumatismes et retrouver la puissance créatrice de son âme, Éditions Véga, 2016

#### Recueils en tradition orale
- Marco Mercier, Chants Chamaniques : récits de voyages chamaniques de la grande tradition universelle des chamans ; traduction poétique des réalités invisibles, Atlantis Éditions, 2000
- Pascal Fauliot et Patrick Fischmann, Contes des sages chamanes : première anthologie du légendaire chamanique explorant la vision du monde des peuples premiers, Éditions du Seuil, Paris, 2009
- Pascal Fauliot et Patrick Fischmann, Contes des sages peaux rouges : La clairvoyance et « l'imaginaire-médecine » des indiens d’Amérique, Éditions du Seuil, Paris, 2009
- Patrick Fischmann et G.Mend-Ooyo, Contes des sages de Mongolie : Anthologie du légendaire chamanique mongol, Éditions du Seuil, Paris, 2012
- Ugo Marazzi (a cura di), Testi dello Sciamanesimo siberiano e centro-asiatico, Torino, UTET, 2009

#### À classer ou autres
- Mario Mercier, Manifeste du Nouveau Chamanisme ou l'Esprit en Liberté, Robert Laffont, 1995 - Ed. Atlantis, 2000 - Ed. Regard et Voir 2013
- J. Creek, Manuel pratique des rituels chamaniques, Cristal, 2003
- Jan Kounen, Jeremy Narby & Vincent Ravalec, Plantes et Chamanisme, conversations autour de l'Ayahuasca & de l'Iboga, Mama Éditions, 2008  (ISBN 978-2-84594-020-8)
- Pierre Chavot, Le Champignon des dieux, l'amanite tue-mouches, Dervy, 2005
- La Pinacothèque de Paris proposait d'octobre 2008 à février 2009 une exposition d'une quarantaine de toiles, gravures et dessins de Jackson Pollock (pour l'essentiel 1934-44), accompagnés d'une importante sélection de réalisations de Natifs américains. Stephen Polcari illustre ses thèses dans le catalogue : Jackson Pollock et le Chamanisme, Paris, Pinacothèque de Paris, 2008  (ISBN 978-2-9530546-7-5), 266 p.

#### Droit et Législation
- Chamanisme et néo-chamanisme, tradition et dérives - Rapport annuel de la MIVILUDES au Premier ministre publié le 7 avril 2010, p. 29 à 93

#### Récits initiatiques contemporains
- Les livres de Carlos Castaneda
- Les livres de Mario Mercier
- Un Sorcier dans la forêt du Pérou, éd. du Rocher 1996, ISBN
- Les sept plumes de l'aigle, récit de vie de Luis Ansa, par Henri Gougaud. Éditions du Seuil, 1995
- Journal d'une apprentie chamane, Corine Sombrun, éd. Pocket 2004, ISBN
- Le Tambour du chamane, Ailo Gaup, Ed. Le Reflet 1998  (ISBN 978-2-912162-02-1), Roman traduit du norvégien
- La Chamane du 5e Âge Ed. Alphée, 2007
- Explorations chamaniques de Philippe Lenaif, éd. Souffle d'Or, 2012
- Le Secret de l'aigle de Luis Ansa et Henri Gougaud, Ed. Albin Michel, 2000
- Philippe Lenaif : Naissance d'un chaman, éd. Souffle d'Or, 2004
- Philippe Lenaif : J'ai dansé avec mon ombre, éd. Souffle d'Or, 2007
- Corine Sombrun : Mon Initiation chez les chamanes : Une Parisienne en Mongolie, éd. Pocket, 2005
- Kenneth Meadows : Médecine de la Terre, la voie chamanique éd. Guy Trédaniel, 2001
- Kenneth Meadows : Voie médecine, la voie chamanique de la maîtrise de soi éd. Guy Trédaniel, 2000
- Olga Kharitidi : La Chamane blanche, éd. J.Cl. Lattès, 1997
- Aurore Laurent et Adrien Viel, Trois Chamans : Rencontres chamaniques au Népal, Éditions Naïve, 2014

#### Chamanisme et voyance
- Serge Dufoulon, Femmes de paroles. Une ethnologie de la voyance. Paris. A-M Métailié, 1997

### Vidéographie
- Bells From the Deep, Werner Herzog, Allemagne, 1993
- Les Maîtres fous, Jean Rouch, France, 1955
- Au Pays des mages noirs, Jean Rouch, Pierre Ponty, Jean Sauvy, France, 1947
- Quantum Men, Carlos Serrano Azcona, Espagne, 2011
- D'autres mondes (Other Worlds), Jan Kounen, documentaire sur les passerelles entre le chamanisme amérindien lié à l'ayahuasca et le transpersonnel européen, incluant des thérapeutes comme Stanislav Grof, 2004
- Chacun cherche son chaman, Roland Pellarin : documentaire sur le core chamanisme de Michael Harner pratiqué en Suisse, avec des commentaires de Jean-Patrick Costa, Roberte Hamayon, Bertrand Hell, Silvia Mancini, Jérémie Narby et d'autres, 2006
- L'Ayahuasca, le serpent et moi, Armand Bernardi, documentaire de 52 min, productions Artline Films (Paris), 2003
- Chamans, les Maîtres du Désordre, Jean-Michel Corillion, documentaire HD de 52 min tourné au Maroc, 2012
- Un baptême de sel végétal chez Mario Matapi, Laurent Fontaine, corpus de films sur les Yucuna de Colombie, 2008
- Corine Sombrun - La Transe chamanique, capacité du cerveau ?, Conférence à Tedx, Paris, 2012
- 3 Chamans (Népal), film de Aurore Laurent et Adrien Viel, Paris, 77 min, 2014